# Agnieszka Gajewska
Agnieszka Gajewska (ur. 1977) – polska literaturoznawczyni, wykładowczyni, autorka i aktywistka feministyczna; doktor habilitowana nauk humanistycznych, profesor Uniwersytetu im. Adama Mickiewicza w Poznaniu.
W 2001 roku ukończyła studia magisterskie na Wydziale Filologii Polskiej i Klasycznej Uniwersytetu im. Adama Mickiewicza w Poznaniu. 7 czerwca 2006 roku na tym uniwersytecie zdobyła stopień doktora nauk humanistycznych z zakresu literaturoznawstwa z wyróżnieniem za pracę Futurologiczne aspekty współczesnego dyskursu feministycznego w Polsce. Habilitację uzyskała w 2017 na tej samej uczelni.
Za monografię Hasło: Feminizm otrzymała indywidualną nagrodę rektora II stopnia za najlepszą publikację naukową w 2008 roku. W 2022 otrzymała Nagrodę Literacką Gdynia oraz była nominowana do Nagrody Literackiej „Nike” za biografię Stanisława Lema Stanisław Lem. Wypędzony z Wysokiego Zamku, a w marcu 2022 została laureatką nagrody Krakowska Książka Miesiąca.
Jest kierowniczką Pracowni Krytyki Feministycznej i sekretarzem naukowym Interdyscyplinarnego Centrum Badań Płci Kulturowej i Tożsamości. Opiekuje się Genderowym Kołem Literaturoznawczym.

## Wybrane publikacje naukowe
- Agnieszka Gajewska, Stanisław Lem. Wypędzony z Wysokiego Zamku, Kraków 2021, ISBN 978-83-08-07452-7.
- Agnieszka Gajewska, Zagłada i gwiazdy. Przeszłość w prozie Stanisława Lema, Poznań 2016. ISBN 978-83-232-3047-2.
- Agnieszka Gajewska: Hasło: Feminizm. Poznań: Wydawnictwo Poznańskie, 2008. ISBN 978-83-7177-503-1. (pol.). Brak numerów stron w książce
- Ćwiczenia z poetyki, red. naukowa A. Gajewska, T. Mizerkiewicz, Warszawa: PWN 2006
- Przeciw barierom w myśleniu, red. A. Artwińska, A. Gajewska, Poznań: Wydział Filologii Polskiej i Klasycznej 2004 (publikacja trzyjęzyczna: polsko-angielsko-niemiecka)